# 陳政亮
陳政亮（1971年2月5日—），曾任世新大學社會發展研究所副教授、台灣高等教育產業工會秘書長。
2012年2月18日，台灣高等教育產業工會成立，首任秘書長為陳政亮。
2016年11月15日，2016工鬥連線在立法院舉辦「七天假民間公聽會」，陳政亮諷刺，有些人批評保留勞工七天國定假日是紀念威權統治時代，依此思維，新臺幣十元硬幣、新臺幣一百元鈔票都應該被丟掉。

## 研究著作

### 學位論文
- 陳政亮，1996.06，《父權/兄弟關係：自主工會的運作》，東海大學社會學研究所碩士論文。
- 陳政亮，2004.06, Engendering Soldiers in the Taiwanese Military: Obedience, Masculinity and Resistance. Lancaster University, Sociology Department 博士論文。

### 期刊論文
- 陳政亮，2006.6，〈知識生產與學術評鑑〉，國科會《科學發展》月刊2006年6月第402期。後收錄於* 陳恒安、郭文華、林宜平編，2009，《科技渴望參與》，台北：群學出版。
- 陳政亮，2006.7，〈男性團體的測驗〉，教育部《性別平等教育季刊》2006年7月第36期。
- 陳政亮，2008，〈科學、技術與文化〉，《科技、醫療與社會》第6期，頁145-200。

### 專書與專書論文
- 陳政亮等編，2006.1 ，《工運年鑑—2003.6~2004.5》，台北：世新大學社會發展研究所/台灣勞工資訊教育協會。
- 陳政亮等編，2007.12，《工運年鑑—2004.6~2005.5》，台北：世新大學社會發展研究所/台灣勞工資訊教育協會。

### 研討會論文
- 陳政亮，2002, ‘Making Soldier: Masculinity and Power’. Presented at the 2002 North American Taiwan Studies Association Conference, North American Taiwan Studies Association, University of Chicago, June 27-30, 2002.
- 陳政亮，2005，〈移民/工：國族主義的他者〉，發表於世新大學社會發展研究所主辦「跨界流離國際學術研討會」，世新大學舍我樓國際會議廳，2005年12月。後發表於《文化研究月報--三角公園》71期。
- 陳政亮，2008，〈社會保險的失敗：從勞基法到勞工退休金條例〉，發表於世新大學社會發展研究所主辦「勞工研究研討會」，世新大學舍我樓國際會議廳，2008年6月14日。

### 研究計畫
- 2004~2006，世新大學「傳播與社會發展」重點學門子計畫：「工運年鑑」主持人。
- 2004~2006，世新大學「傳播與社會發展」重點學門子計畫：「社會運動資料庫」主持人。
- 2006~2008，國科會九十五年度專題研究計畫「移來流往、社會轉化與多元發聲：全球化與移民／工研究」子計畫三「移民與認同」共同主持人。計畫編號：95-2745-H-128-003-HPU
- 2007~2009，世新大學「社會發展、傳播與文化」重點學門子計畫：「工運年鑑」主持人。

### 其他文章
- 社會運動的政治轉化:勞工陣線、團結工聯與火盟 （页面存档备份，存于）
- 大學學費壓垮學生和教育 （页面存档备份，存于）（陳政亮、陳書涵）
- 高教市場化的批判與公共化願景